# Русиневич Костянтин Володимирович
Костянтин Володимирович Русиневич  (рос. Константин Владимирович Русиневич)  (нар. 29 вересня 1917 року), в місті Буйнакськ (Дагестан) — поет, учитель, воїн. Член Спілки письменників СРСР, член Спілки російських письменників. Помер у 2004 році Ростові-на-Дону.

## Біографія
Доля поета Костянтина Русиневича драматична. Мати померла, лише встигнувши дати синові життя. У чотирнадцять років він втратив батька.
У 1936 році К. Русиневич закінчив педрабфак в місті Махачкалі.
У 1940 році закінчив Дагестанський педагогічний інститут (факультет російської мови та літератури). Працював учителем російської мови і літератури в середній школі аулу Кулі.
У 1941 році, з перших днів Німецько-радянської війни, навчався в Буйнакськом військово-піхотному училищі і по закінченні його в січні 1942 року був направлений на Південний фронт, у 15-ю Червонопрапорну Сивашскую дивізію, на посаду начальника штабу батальйону. У березні 1942 року дивізія була переведена на Брянський фронт. В липні 1942 року К. Русиневич отримав важке осколкове поранення в обидві ноги. З важким пораненням молодий лейтенант потрапляє в госпіталь і залишає його в 1944 році без обох ніг.
За участь у боях нагороджений орденом Вітчизняної війни I ступеня.
У 1945 році Костянтин Володимирович переїхав на постійне проживання в Ростов-на-Дону. Ставши інвалідом, не припиняє активної громадської і творчої діяльності. Працював начальником відділу листів в газеті «Червоний прапор», потім був учителем російської мови та літератури в школі, там же бібліотекарем.
У 1961 році Костянтин Володимирович Русиневич запрошений на посаду літературного консультанта в газету «Вечірній Ростов». З 1962 по 1987р. – літературний консультант обласної газети «Молот».

## Творчість
Пробувати себе в поетичній творчості Костянтин Володимирович почав ще до війни, але друкуватися в газетах, журналах, колективних збірниках став 1951 року.
Автор семи поетичних збірок, виданих у Москві і Ростові-на-Дону: «Кизиловий кущ», «Сім кольорів», «Кругла блискавка», «Зміни років», «Восход», «Обпечене серце», «Сліди долі».

## Нагороди
- Орден Вітчизняної війни I ступеня

- Ордени і медалі СРСР

## Твори К. В. Русиневича
Окремі видання:
- Кизиловий кущ. Вірші. 1962.

- Сім кольорів. Вірші. 1972.

- Кругла блискавка. Вірші. 1978.

- Зміни немає. Вірші. 1980.

- Схід. Вірші. 1984.

- Обпечене серце. Вірші. 1984.

- Сліди долі. Вірші. 1996.

- Іронічні примхи. Вірші, 1998.

- Багряний опівдні. Вірші. 2000.

## Про життя і творчість К. В. Русиневича
- Черепченко Л. Влада пам'яті// Дон, 1981, № 4. - С. 157-159.

- Сухорученко Р. У вогні загартовується віра...// Вечірній Ростов, 1984. - 3 серпня.

- Помазков Р. Щоденний подвиг// Молот, 1984. - 7 серпня.